# カワラヒワ
カワラヒワ（河原鶸、学名：Chloris sinica）はスズメ目アトリ科に分類される鳥類の一種である。英名 "Oriental Greenfinch" は東洋にいる緑色のアトリ類の意味。種小名sinicaは支那（中国）の意味である。

## 形態
体長は約 14cm 、翼開長約24cmでスズメと同大だがやや小さい。全体的に黄褐色で、太い嘴と、翼（初列風切と次列風切）に混じる黄色が特徴的である。

## 分布
東アジア（中国、モンゴル、ロシア東南部、朝鮮半島、日本）に分布する。
日本国内ではほぼ全域に分布する留鳥。ただし北部のものは冬場は暖地へ移動する。

## 鳴き声
地鳴きは「キリリ、コロロ」等と聞こえ、メジロの「チリチリ」という鳴き声にも似ているが、本種のほうが声量があり太い鳴き声なので識別できる。さえずりは「チョンチョンジューイン」等と聞こえる。
「ジューイン」の部分はセンダイムシクイの囀りの一部とよく似ている。しかしながら、囀りの全体を比較すれば識別は容易である。

## 生態

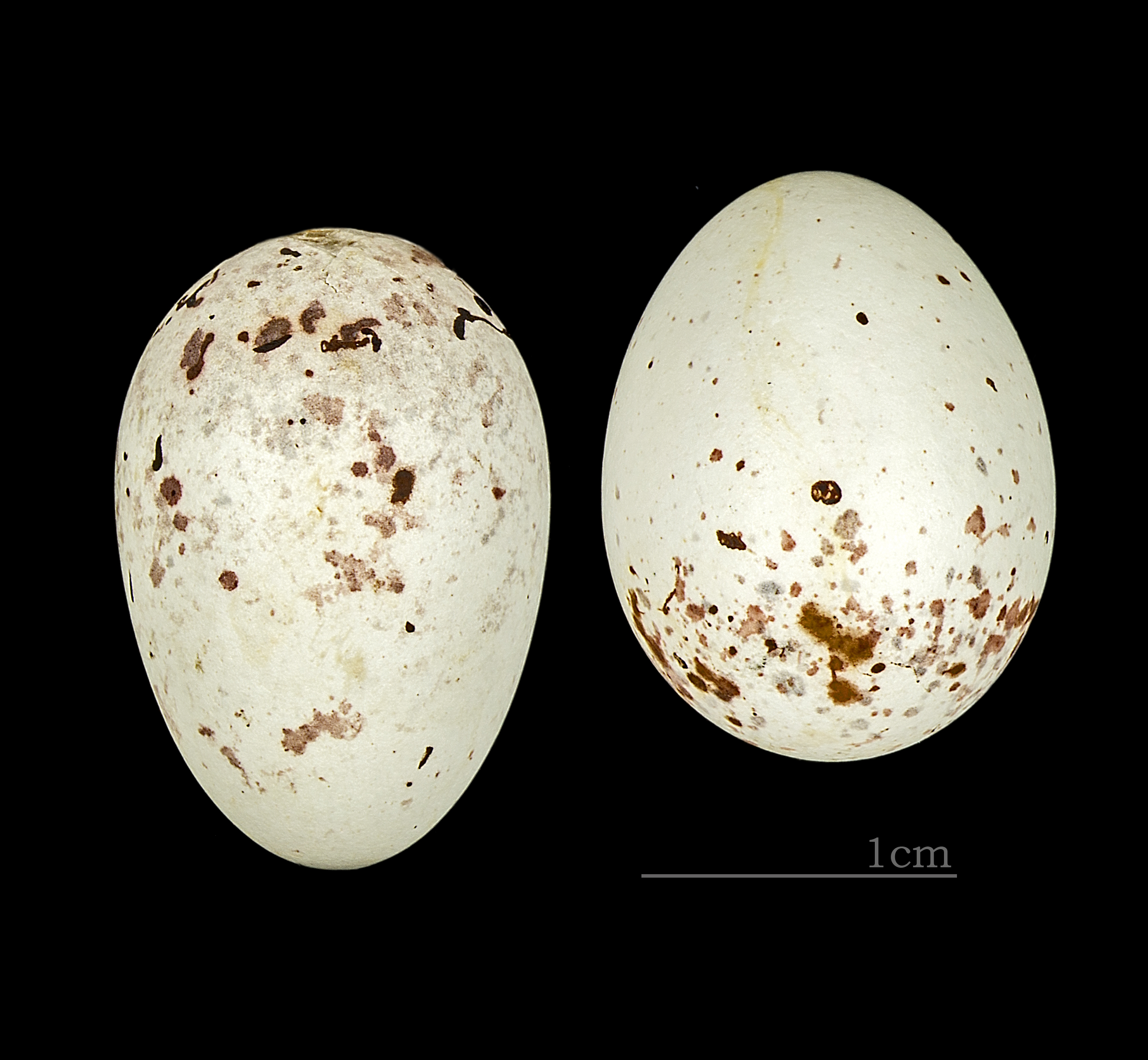
カワラヒワの卵

低山から低地にかけての森林に広く生息する。近年は、都市部の市街地の公園や川原などでも観察される。繁殖期には低山から平地にかけての針葉樹林などで番いで生活し小さな縄張りを持つが、秋季以降は数十羽から数百羽の群れを形成することがある。秋に雄は樹上で集団で求愛ディスプレイを行う。
主に植物食で、植物の種子を食べることが多い。人為環境下ではヒマワリなどの種子を特に好み、大きな種子を太い嘴でついばむ様子が観察される。
樹木の枝などの茂みの中に、枯れ枝や細根等々を使って椀状の巣を造る。一腹卵数は5卵前後。都市部の市街地で繁殖する個体は、巣材としてビニール紐などを利用する。抱卵日数は11-13日、育雛日数は14日程度である。

## 日本国内で見られる亜種・近縁種
全体で6亜種に分類される。
日本国内では本亜種（亜種カワラヒワまたはコカワラヒワ、学名 Carduelis sinica minor (Temminck & Schlegel, 1848)）のほか、次の亜種が観察されている。
オオカワラヒワ
Carduelis sinica kawarahiba (Temminck, 1835) 英名 "Grey-capped Greenfinch"
全体に体色が薄く、頭部から肩にかけて灰色がかるのが特徴で、英名はこの特徴にちなむ。日本国内では主に冬鳥として観察される。

オガサワラカワラヒワ
Carduelis kittlitzi (Seebohm, 1890) 
小笠原諸島にのみ留鳥として分布する。絶滅危惧IA類 (CR)（環境省レッドリスト）及び国内希少野生動植物種（種の保存法）に指定されている。かつて本州のカワラヒワと同種とされていたが、2020年5月27日、DNA分析により遺伝的にも形態的にも異なる種だとわった。

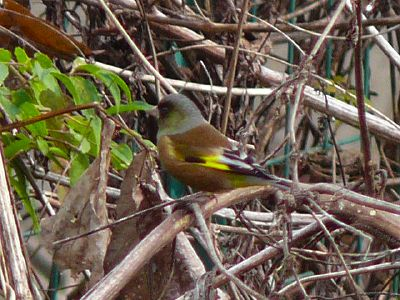
オオカワラヒワ C. s. kawarahiba